# Christian Klucker
Christian Klucker (* 28. September 1853 im Fextal; † 21. Dezember 1928 ebenda) war ein Schweizer Bergführer aus dem Engadin.

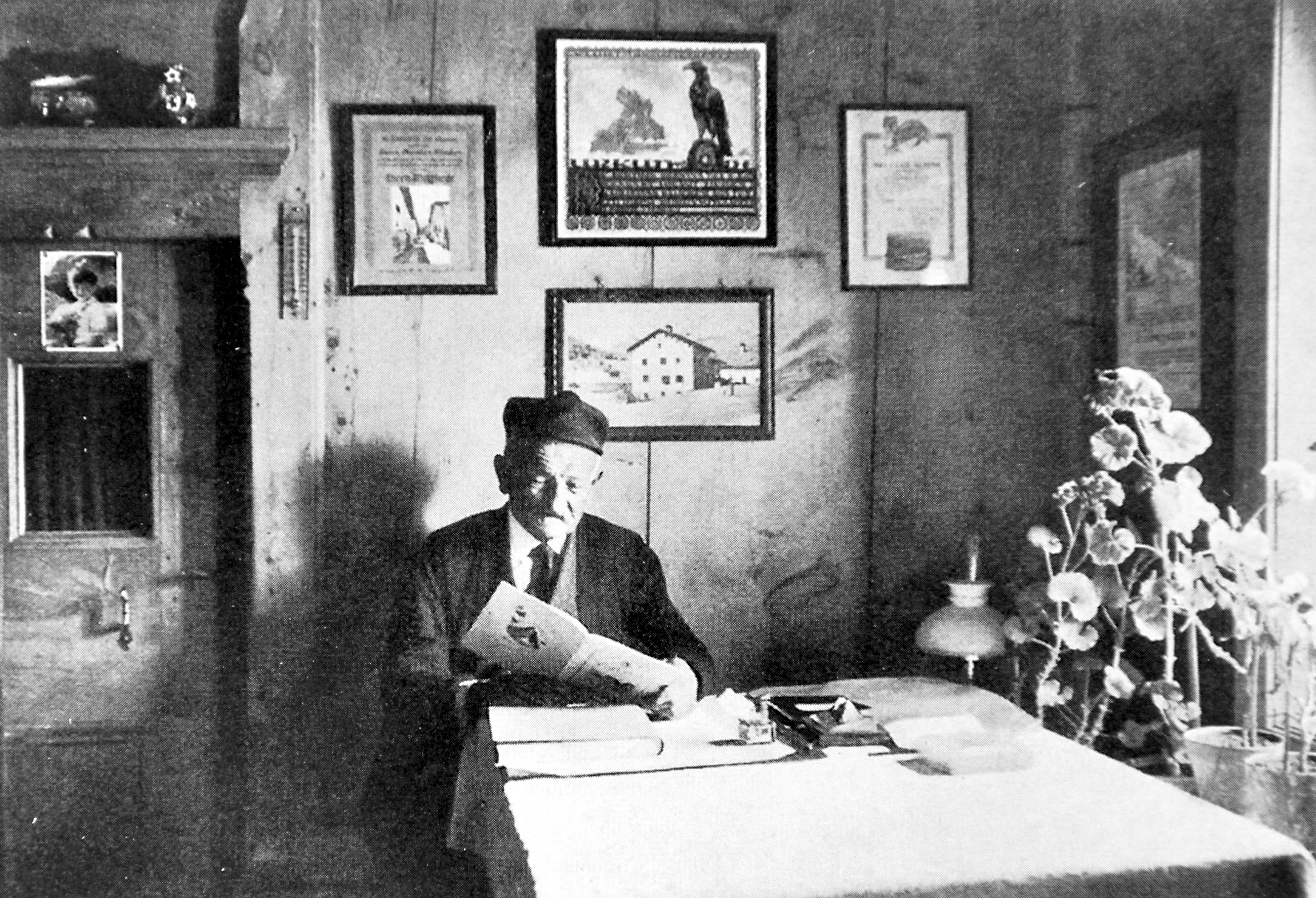
Klucker in seinem Haus im Fextal

## Leben
Klucker war ein Pionier im Alpinismus der Jahrhundertwende zum 20. Jahrhundert, Wegbereiter einer modernen und umfassenden Form des Bergführerberufs und Kämpfer für die Erhaltung der Natur. Heute gilt er auch als früher Vertreter des Freikletterns. Legendär ist sein Versuch im Alleingang an der Nordkante des Piz Badile, wo er am 11. Juli 1892 in Socken zwei Drittel der Kante hinauf und hinunter kletterte und dabei Stellen im Schwierigkeitsgrad IV meisterte.
Er führte eine grosse Zahl von Erstbesteigungen im Bergell und in andern Regionen der Alpen und der Rocky Mountains aus und feierte 1901 sein 25-jähriges Berufsjubiläum, bei dem er auf 3000 Bergtouren ohne den geringsten Unfall zurückschauen konnte.
Seine Autobiografie Erinnerungen eines Bergführers erschien nach seinem Tod, wurde ein Bestseller und ins Englische und in jüngster Zeit ins Italienische übersetzt. Eine deutsche Neuausgabe besorgte Emil Zopfi 2010 für den AS Verlag, Zürich.
Christian Klucker war u. a. der Bergführer von Paul Güssfeldt bei der Erstbegehung des Peutereygrates am Montblanc, von Ludwig Norman-Neruda u. a. bei der Erstbegehung der Nordostwand des Lyskamms, von Anton von Rydzewski und Theodor Curtius bei der Erschliessung der Bergellerberge und von Edward Whymper in den Rocky Mountains. Eines der tragischen Kapitel in Kluckers Biografie ist seine seltsame Verstrickung mit dem russischen Baron Anton von Rydzewski, der ein hervorragender Bergfotograf, aber nur ein mässig begabter Bergsteiger war. Zwischen 1891 und 1900 führte Klucker den Baron trotz ständiger Streitereien während zehn Campagnen auf viele Erstbesteigungen und weitere schwierige Routen im Bergell.
Neben seiner Tätigkeit als Bergführer hatte Klucker verschiedene öffentliche Ämter inne. Zweimal war er Gemeindepräsident in Sils, und lange Jahre leitete er bis zu seinem Tod die Schulpflege. Mehr als 2500 Briefe auf Deutsch, Ladinisch und Italienisch zeugen von seinem Engagement für die Gemeinde, einen sanften Tourismus und die Schulkinder. Daneben betreute er in seinem Wohnhaus die Poststelle.
Klucker starb an einem plötzlichen Herzversagen. Sein Geburts- und Wohnhaus  in Fex Platta kann heute als Ferienhaus gemietet werden. Eine Hobelbank, seine Sitzecke in der kleinen Stube und der Schalter der ehemaligen Poststelle erinnern heute noch an ihn. Klucker fand seine letzte Ruhestätte auf dem Friedhof der aus dem 15. Jahrhundert stammenden Bergkirche Fex-Crasta im Fextal.
Im Spielfilm Die weiße Hölle vom Piz Palü (1929) wurde Klucker von Otto Spring dargestellt.

## Bilder

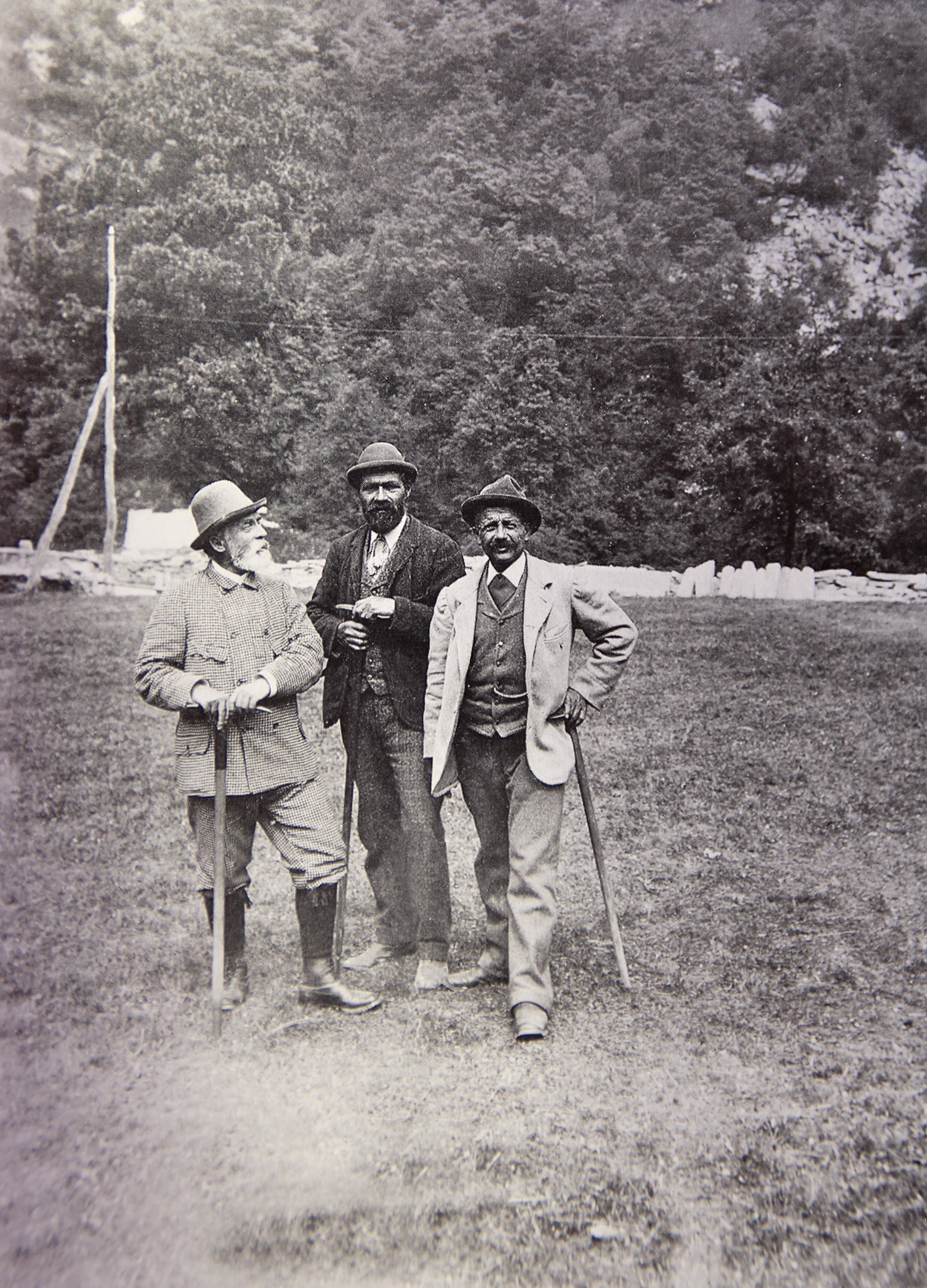
Anton von Rydzewski, Mansueto Barbaria, Christian Klucker (von links)
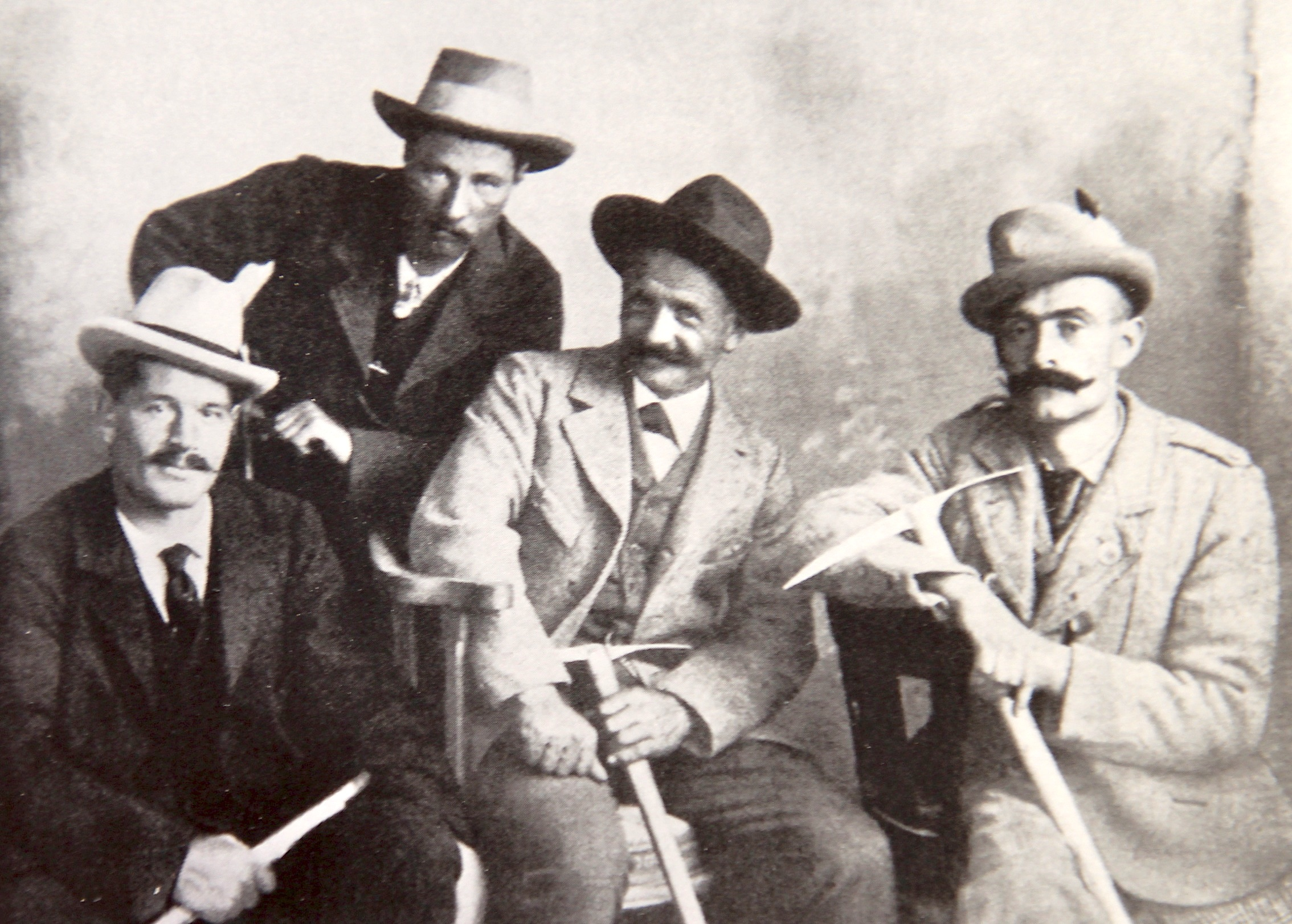
Christian Kaufmann, Josef Pollinger, Christian Klucker und Josef Bossonay (v.l.) begleiteten Edward Whymper 1901 nach Kanada
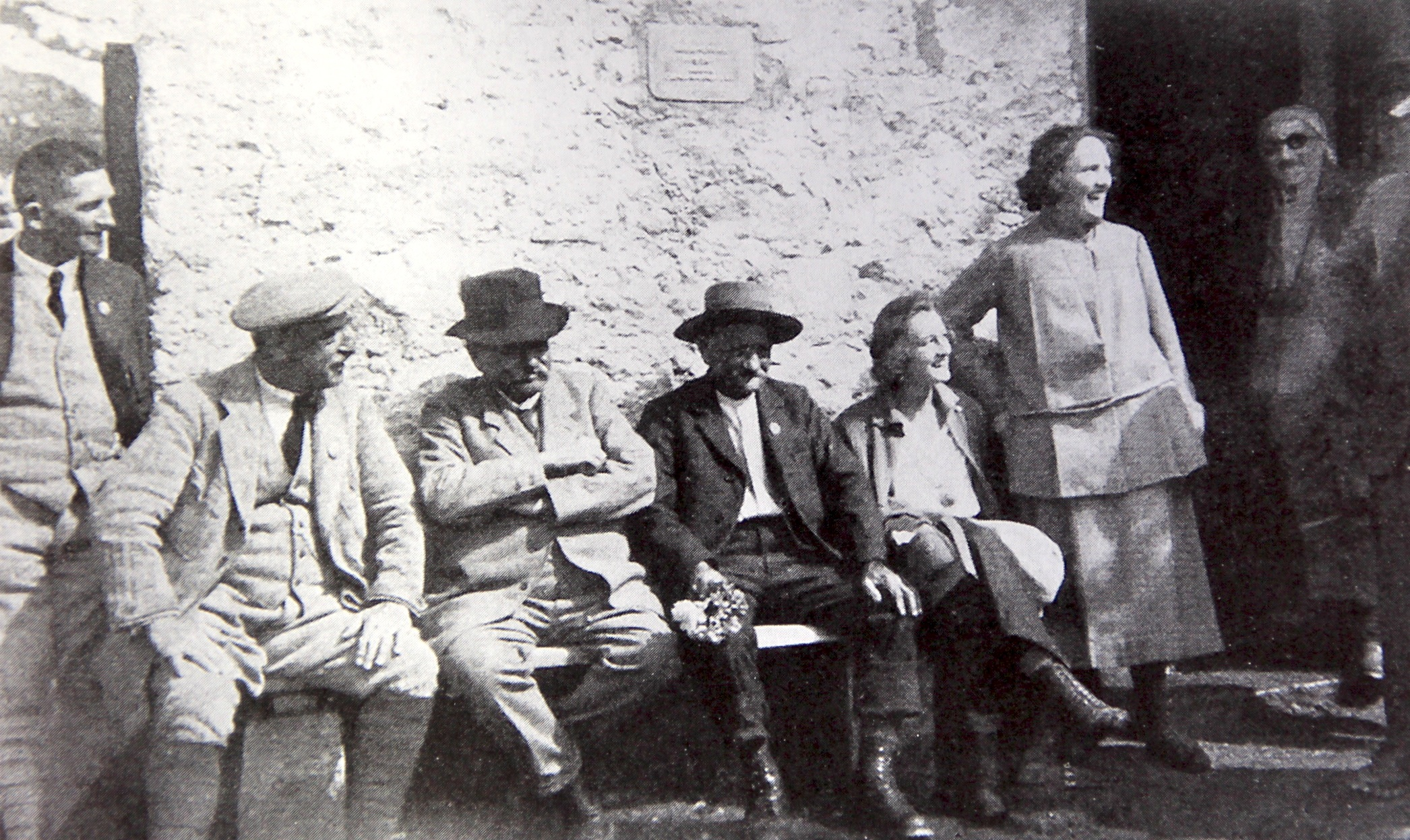
Klucker (4. v.l.) mit Theodor Curtius (3. v.l.), vor der Fornohütte

## Schriften
- Erinnerungen eines Bergführers. Herausgegeben und mit einem Lebensbild versehen von Ernst Jenny. Rentsch, Erlenbach-Zürich 1930. Neuausgabe herausgegeben und mit einem Vorwort versehen von Emil Zopfi. AS, Zürich 2010.
  - Adventures of an Alpine Guide. Murray, London 1932.
  - Memorie di una Guida Alpina. A Cura di Giovanni Rossi, con una Prefazione di Roberto Osio. Edizioni Trararà, Verbania 1999.